# Edward Cullen

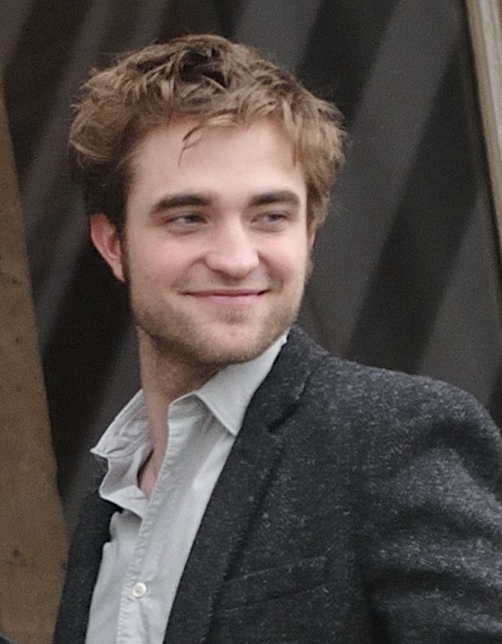

Edward Cullen, rozený Edward Anthony Masen, je fiktivní postava ze ságy Stmívání Stephenie Meyerové.
Ve filmech Stmívání, Nový měsíc, Zatmění a Rozbřesk ho ztvárnil Robert Pattinson.
Edward Cullen se narodil 20. 6. 1901 v Chicagu a když v roce 1918 umíral na španělskou chřipku, doktor Carlisle Cullen ho proměnil na upíra a přijal ho jako prvního do své rodiny. Rodina doktora Cullena není jako rodiny ostatních upírů. Cullenovi pijí pouze krev zvířat a sami se nazývají vegetariány. On sám sebe vidí jako monstrum. Edward má schopnost číst myšlenky jak lidí tak i upírů a vlkodlaků. Jako upír je také velmi přitažlivý. Má vlasy barvy bronzu a díky svému „vegetariánství“ zlaté oči. Jeho pleť je jako mramor čili je velmi bledá.

## Děj knih
Po nějakém čase spatří na střední škole ve Forks Isabellu Marii Swanovou. Ačkoli Edward dokáže jako jediný upír číst myšlenky, u Belly nevyčte nic. Zamiluje se do ní, i když tolik touží po její krvi. Edwardovi se nejdřív nechce být s Bellou, protože ho láká její krev, ale pak se to změní.Zamilují se a chtějí spolu strávit co nejvíce času. Ale jejich plány jim překazí upír James (stopař), který chce Bellu zabít, Edward a ostatní Cullenovi ho ale roztrhají a spálí, protože jenom takhle se dá upír úplně zabít. Bella se rozhodne, že chce být jedna z nich, ale Edward si to nepřeje, nechce jí vzít duši, ale Bella si stojí za svým.
V díle Nový měsíc Edward řekne Belle, že ji nemiluje, protože jí nechce ublížit tím, že s ní bude. Doopravdy ji ovšem miluje. Bella se mezitím spřátelí s Jacobem. Ten se do ni zamiluje a pomáhá jí se ztrátou Edwarda. Bella po nějaké době zjistí, že vždy když je ve smrtelném nebezpečí, tak se jí ukáže duch Edwarda. Rozhodne se proto skočit z útesu do vody. To uviděla ve svých vidinách Alice a Rosalii a ta to po chvíli řekne Edwardovi. Bohužel už neviděla část, jak ji Jacob zachránil. (Neviděla to, protože upíři a vlkodlaci jsou nepřátelé a Jacob je vlkodlak.) Edward si proto myslí, že je Bella mrtvá a že je to jeho vina. Rozhodne se proto, že bez ní dál žít nebude a odjede do Itálie k Volturiovým (něco jako upíří královská rodina) a chce, aby ho zabili. Ti mu však nevyhověli, takže se rozhodl, že způsobí ve městě Volturiových zmatek, za což by ho museli Volturiovi potrestat smrtí. Bella ho však dokáže včas zastavit. Volturiovi tím pádem zjistí, že Bella ví o upírech a chtějí ji zabít. Alice řekne co viděla v budoucnosti: BELLA BUDE JEDNOU ZNÁS. Volturiovi je nakonec propustí s podmínkou, že ji přemění v upíra.
V Zatmění chce upírka Viktoria, družka stopaře Jamese, zabít Bellu s armádou novorozených upírů. Řídí se pořekadlem „Oko za oko, druh za druha“ (protože Edward jí zabil Jamese). Edward těsně před bojem požádá Bellu o ruku a ta řekne ANO. Cullenovi v souboji proti novorozencům dokáží s pomocí vlkodlaků zabít Viktorii, stejně tak i Rileyho, který je v podstatě loutkou Viktorie. Riley si myslí, že je její pravou láskou ( ale není tomu tak, ona stále miluje svého mrtvého druha Jamese) a Rileyho pouze využívá, aby vytvořila armádu, která se pokusí zničit klan Cullenů, neúspěšně.
V posledním díle, v Rozbřesku, si Bella vezme Edwarda a odjedou spolu na svatební cestu na ostrov Esme,kde při svatební noci zplodí dítě. Těhotenství je však několikanásobně rychlejší než normálně a plod Bellu pomalu zabíjí. Při porodu málem zemře – Edward jí zachrání tím, že ji změní v upíra (Bella má dar tzv. štít dokáže ubránit kohokoli např. rodinu, přátele atd.) . Belle se narodí holčička, kterou pojmenují Renesmee ( pojmenovala ji podle své maminky a Edwardovi "maminky" pro praktické účely. "Maminka" Edwarda se jmenuje Esme a maminka Belly se jmenuje Renné, takže je spojila a pojmenovala svoji dceru Renesmee. Kdyby to byl kluk, tak by se jmenoval Ejay, podle Jackoba a Edwarda). Renesmee je napůl upír a napůl člověk ( má také dar ukazovat minulost nebo to co viděla ). Do Renesmee se vtiskne (něco jako vlkodlačí láska na první pohled, ale mnohem silnější) Bellin dobrý přítel Jacob. Jistá upírka Irina uvidí Renesmee a považuje ji za nesmrtelné dítě, tj.batole upíra, které se nedá zvládnout a klidně vyplení celou vesnici. Volturiovi se to dozvědí a považují to za skvělou záminku pro zničení Cullenových, protože si myslí, že se Cullenovi snaží chopit moci místo nich. Edward a zbytek rodiny ale pozve spoustu svědků, kteří odpřisáhnou, že Renesmee není upír, ale napůl smrtelné a napůl nesmrtelné dítě, takže Volturiovi odtáhnou s nepořízenou.